# 前川渡大橋
前川渡大橋（まえかわどおおはし）とは、長野県の梓川に架かる松本市安曇にある長野県道84号乗鞍岳線の橋。国道158号から長野県道84号乗鞍岳線が分岐してすぐに、この橋がある。

## 概要
国道158号はこの辺りでは梓川左岸を通っており、右岸方向に長野県道84号乗鞍岳線を分岐させる。分岐するとすぐに、この前川渡大橋がある。奈川渡ダムによってできたダム湖（梓湖）をまたぐ橋である。谷が深くダムの水がたまっているため、橋梁を支える橋台が両岸の岩盤に固定されているだけで、橋脚はない。全体が鉄骨製で朱色に塗られている。
奈川渡ダムによる湛水の結果、それ以前の道路や前川渡橋が水没することになった。そのため奈川渡ダムよりも上流部分の道路の付け替え工事の一環として前川渡大橋が架けられた。

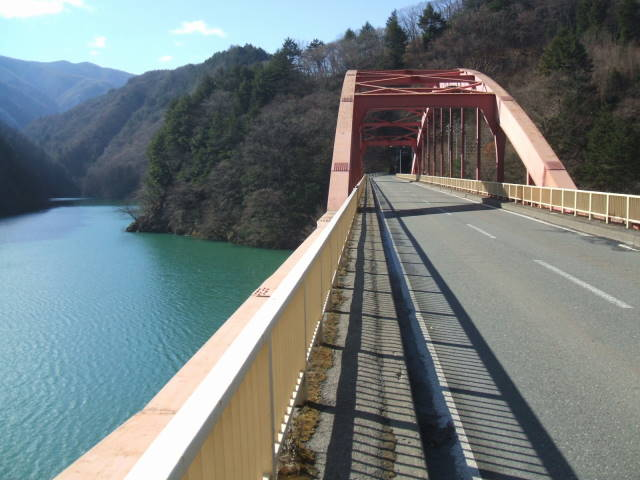
前川渡大橋の道路部分。見える水面は、奈川渡ダムによってできた梓湖で、左奥の川は前川である。
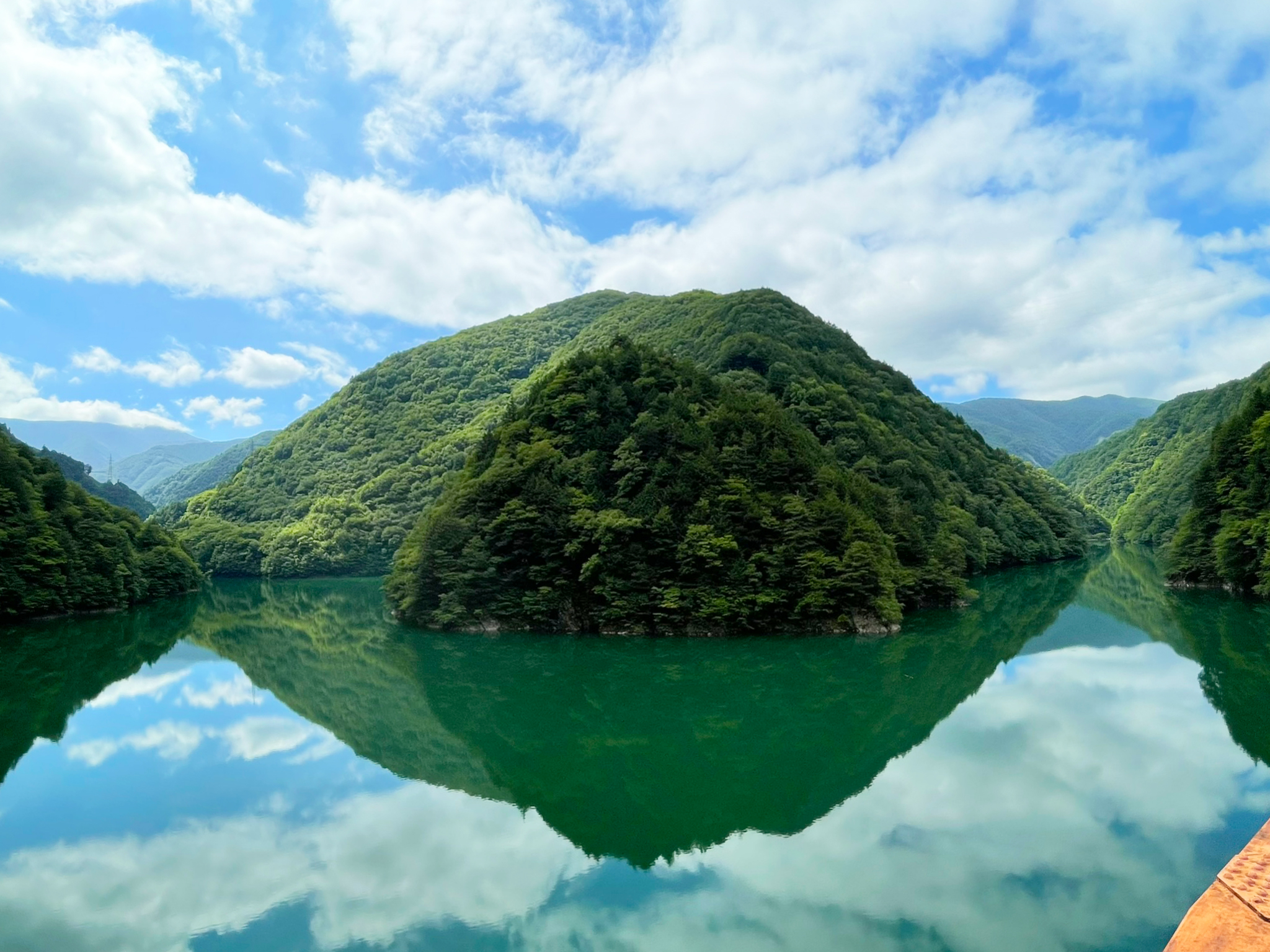
橋からの眺め（南側）。

## 地理的な位置と交通規制
国道158号から長野県道84号乗鞍岳線が分岐するのは、国道の前川渡トンネルと木賊トンネルの短い区間に作られたT字路交差点で、信号機が置かれている。下流の前川渡トンネルから進む場合、上高地方向や安房トンネルをへて岐阜県方向に行くためには直進し、乗鞍高原方面に行くためには左折してこの橋を渡る。
上流の木賊トンネルから県道に入る際は、このT字路での右折が禁止されているので、この交差点ですぐに右折して県道側に入ることはできない。いったん直進して前川渡トンネルをすぎた所にUターン路が作られているので、ここでUターンしてからT字交差点に戻り左折して乗鞍方面に向かわなくてはならない。